# Даніела Мельхіор
Даніела Мельхіор (порт. Daniela Melchior; нар. 1 листопада 1996, Лісабон, Португалія) — португальська акторка кіно і телебачення. Первісну популярність здобула завдяки серіалу «Цінність життя» і фільму «Маєр Парк». Перший фільм англійською мовою з її участю — «Загін самогубців: Місія навиліт».

## Біографія
Її дебют відбувся 2014 року в телесеріалі «Жінки», коли Даніела вчилася в театральній студії. Пізніше вона брала участь в телесеріалі «Свіжа паста» і в інших популярних в Португалії серіалах, таких як «Зелене золото» і «Спадкоємиця». У кіно вона дебютувала 2018 року в картині Валерії Сармієнто «Чорний блокнот», а потім в комедії «Маєр Парк», де зіграла роль Деолінди — провідного жіночого персонажа. 2019 року акторка отримала роль Щуролова 2 у фільмі «Загін самогубців: Місія навиліт» Джеймса Ґанна.

## Фільмографія

### Фільми
| Рік  |    | Українська назва                | Оригінальна назва                 | Роль                                |
| ---- | -- | ------------------------------- | --------------------------------- | ----------------------------------- |
| 2018 | ф  | Чорна зошит                     | O Caderno Negro                   | дівчина                             |
| 2018 | мф | Людина-павук: Навколо всесвіту  | Spider-Man: Into the Spider-Verse | Ґвен Стейсі (португальський дубляж) |
| 2018 | ф  | Маєр Парк                       | Parque Mayer                      | Деолінда                            |
| 2021 | ф  | Загін самогубців: Місія навиліт | The Suicide Squad                 | Щуроловка                           |
| 2022 | ф  | Марлоу                          | Marlowe                           | Лінн Петерсон                       |
| 2023 | ф  | Клуб вбивць                     | Assassin Club                     | Софі                                |
| 2023 | ф  | Вартові галактики 3             | Guardians of the Galaxy Vol. 3    | Ура                                 |
| 2023 | ф  | Форсаж 10                       | Fast X                            | Ізабель Невес                       |
| 2024 | ф  | Придорожній заклад              | Road House                        | Еллі                                |
| 2025 | ф  | Анаконда                        | Anaconda                          | Ана Алмейда                         |

### Телебачення
| Рік       |   | Українська назва | Оригінальна назва | Роль                           |
| --------- | - | ---------------- | ----------------- | ------------------------------ |
| 2014—2015 | с | Жінки            | Mulheres          | Вівіана Гомеш                  |
| 2016      | с | Свіжа паста      | Massa Fresca      | Карміна Сантьяго               |
| 2017      | с | Зелене золото    | Ouro Verde        | Клаудія                        |
| 2018      | с | Спадкоємиця      | A Herdeira        | Аріана Франко                  |
| 2018—2019 | с | Цінність життя   | Valor da Vida     | Ізабель і Камілла Васконселлус |
| 2021      | с |                  | Pecado            | Марія Мануель                  |